# Acacia schlechteri
Acacia schlechteri är en ärtväxtart som beskrevs av Hermann August Theodor Harms. Acacia schlechteri ingår i släktet akacior, och familjen ärtväxter. IUCN kategoriserar arten globalt som otillräckligt studerad. Inga underarter finns listade i Catalogue of Life.